# Paul Chailley
Pour les articles homonymes, voir Chailley (homonymie).
Paul Étienne Pierre Chailley, né à Paris le 6 février 1886 et mort à Pola (Croatie) le 20 décembre 1914, est un officier de marine français.

## Biographie
Il entre à l'École navale en octobre 1904 et en sort aspirant de 1re classe en octobre 1907. Il sert alors à l'état-major de l'amiral Paul-Louis Germinet dans l'escadre de Méditerranée sur la Patrie (1908) puis sur le Bouvet (1909). 
Envoyé sur le transport Vaucluse à la division d'Extrême-Orient, il entre en 1912 à l’École des officiers torpilleurs à Toulon dont il sort breveté et devient second du sous-marin Curie. 
En 1914, alors que le Curie est chargé de forcer la rade de Pola où s'était réfugiée la flotte autrichienne, le sous-marin s'enchevêtre dans les filets de protection et doit gagner la surface. Le feu de l'ennemi le bombarde alors de toute part et le coule. Chailley, très grièvement blessé en assure héroïquement l'évacuation. Il meurt peu après à l'hôpital de Pola (20 décembre 1914) où il est inhumé le 2 février 1915.

## Distinction
- Cité à l'ordre de l'Armée navale, il est fait chevalier de la Légion d'honneur à titre posthume.
- Son nom figue sur le mémorial de Toulon, sur le Livre d'or, les plaques commémoratives 1914-1918 et dans l'escalier du hall d'entrée principale de l’École Saint-Charles à Saint-Brieuc, au Mémorial des officiers de marine de Caen[2], ainsi que sur le nouveau monument aux morts de La Seyne-sur-Mer[3].
- Un sous-marin a été dénommé en son honneur : le Pierre Chailley (NN2).